# Svenska Nationer och Ämnesföreningar
Svenska Nationer och Ämnesföreningar (SNÄf) rf  är en takorganisation för svenskspråkiga föreningar vid Helsingfors universitet. SNÄf har 23 medlemskorporationer och representerar därmed kring 2000 studerande, vilket är merparten av de svenskspråkiga studerandena vid universitetet. Föreningen grundades 1983 och är politiskt obunden.
SNÄfs främsta uppdrag är att bevaka de svenskspråkiga studerandenas intressen vid Studentkåren vid Helsingfors Universitet, bland annat inom kårens delegation och styrelse samt inom studentkårens bolag. År 2016 har SNÄf tre representanter i studentkårens delegation.
Tidigare aktiva inom SNÄf är bland annat stadsstyrelseledamot Jan D. Oker-Blom och riksdagsledamot Christina Gestrin.

## Medlemskorporationer
- Nylands nation
- Vasa nation
- Åbo nation
- Östra Finlands nation
- Åländska studentföreningen i Helsingfors
- Borderline
- Didacta
- Juristklubben Codex
- Lycksalighetens Ö
- Medicinarklubben Thorax
- Octavia
- Politicus
- Saga
- Skald
- Spektrum
- Statsvett
- StudentOrganisationen vid Svenska social- och kommunalhögskolan vid Helsingfors universitet
- Svenska Naturvetarklubben
- Svenska Studenters Agroforstförening
- Helsingfors Svenska Studentmission
- Akademiska Damkören Lyran
- Akademiska Sångföreningen
- Studenternas teaterförening